# Tyneham
Tyneham – była wieś w Anglii, w hrabstwie Dorset, w dystrykcie (unitary authority) Dorset. Leży 21 km na południowy wschód od miasta Dorchester i 174 km na południowy zachód od Londynu.